# Федеральний день подяки, покаяння та молитви
Федеральний день подяки, покаяння та молитви (нім. Eidgenössischer Dank-, Buss- und Bettag, фр. Jeûne fédéral, італ. Digiuno federale) є державним святом у Швейцарії. Це міжконфесійне свято, яке відзначають римо-католицькі єпархії, старокатолицька церква, єврейська та мусульманська громади, реформатські церковні організації та інші християнські конфесії.
Він відзначається у третю неділю вересня. У кантоні Женева відзначається інший подібний піст, Jeûne genevois (Женевський день молитви) як неробочий святковий день у четвер після першої неділі вересня.
Наступний понеділок (понеділок посту), що настає після неділі Дня покаяння, є законодавчо визнаним вихідним днем і державним святом у кантоні Во. У кантоні Невшатель це неофіційне свято; адміністрація кантону та багато підприємств не працюють.
У багатьох кантонах День покаяння вважається великим святом (нарівні зі Страсною п'ятницею, Великоднем, Трійцею та Різдвом Христовим), наприклад, у Цюриху, Берні або Люцерні, що виявляється у комплексних заходах щодо дотримання спокою у святкові дні. Інші кантони, такі як Базель-Штадт або Золотурн, нещодавно перевели його у категорію звичайного вихідного дня, аналогічного неділі.

## Святкування
До 2000 року, наприклад, у кантоні Цюрих були заборонені стрілецькі тренування, спортивні та танцювальні заходи будь-якого виду; виставки, музеї та кінотеатри залишалися закритими. Сьогодні заходи в закритих приміщеннях дозволені, некомерційні виставки та музеї відкриті, проте стрілецькі тренування та публічні зібрання нерелігійного характеру, як і колись, заборонені.

## Історія та значення
Дні покаяння та молитви були традицією у Швейцарії з пізнього середньовіччя і також були встановлені федеральними тагзатцунгами. У часи лиха влада часто встановлювала щотижневі або щомісячні дні посту. Приклади цього:
- 1572 року в Цюриху після французької Варфоломіївської ночі молилися за переслідуваних гугенотів.
- 1639 року, після кількох епідемій під час Тридцятирічної війни, у Санкт-Галлені вперше було проведено день покаяння і молитви.
- 1651 року через землетрус 1650 року в Цюриху.
- 1619 року відбувся перший спільний день подяки та покаяння реформатських кантонів після синоду в Дордрехті, щоб подякувати за єдність реформатів.
- З 1639 року, після вбивства Йорга Єнача, День покаяння щорічно повторювався з вдячності за те, що Швейцарія уникла Тридцятирічної війни. Незабаром закріпилася дата у вересні[8]
- У 1643 році католицькі кантони також запровадили спільний День молитви, дата якого, однак, не збігалася з датою реформатських кантонів.

У період Просвітництва значення цих Днів молитви зменшилося.
17 вересня 1797 року під впливом Французької революції вперше було проведено спільний день посту католицьких і реформатських кантонів, а наступного року центральний уряд Гельветичної республіки видав мандат на проведення дня посту для всієї країни. У 1832 році Тагсаунг (парламент) вирішив, що День покаяння слід відзначати в третю неділю вересня. Граубюнден до 1848 року не дотримувався цього рішення і відзначав його у другий четвер листопада; Женева досі відзначає його у четвер, що настає після першої неділі вересня.
Особливого значення це спільне свято набуло з утворенням Швейцарської Конфедерації в 1848 році, якому передувала ліберально-консервативна, а частково реформатсько-католицька громадянська війна (Війна за спеціальний союз). Федеральний день подяки, покаяння і молитви мав стати днем, який у політично і конфесійно сильно роздробленій Швейцарії могли й можуть святкувати представники всіх партій і конфесій. Таким чином, він має не тільки конфесійне, а й, перш за все, «'державно-політичне підґрунтя:»' він покликаний сприяти повазі до тих, хто має інші політичні та конфесійні погляди.
До Дня подяки державні органи видавали так званий мандат Дня подяки, в якому органи влади оголошували День подяки та наводили актуальні причини для його встановлення. Ці мандати Дня подяки в кантоні Цюрих у той час складалися державним секретарем Готфрідом Келлером. З кінця 19 століття мандати Дня покаяння поступово замінювалися текстами церков, але й сьогодні існують офіційні тексти про День покаяння.
З часів Другого Ватиканського собору День покаяння відзначається як екуменічне свято, в організації якого особливо активну участь бере Робоча група християнських церков. У деяких місцях також проводяться міжрелігійні урочистості.
На політичному рівні в 1980-х роках велася дискусія про введення «Дня посту без автомобілів» для всієї Швейцарії, але ця ідея знову зникла в шухлядах..